# Joachim Siegård
Hans Joachim Siegård, född 15 augusti 1963 i Helsingborg, död 1 maj 2021 i Stockholm, var en svensk regissör inom TV, teater och film.

## Biografi
Siegård utbildades vid University of California i Santa Cruz, på Dramatiska Institutets teaterregiutbildning samt vid Lunds universitet.
Inom teatern har han regisserat ett tjugotal föreställningar på bland annat Stockholms stadsteater, Göteborgs stadsteater, Folkteatern och Playhouse Teater. Åren 2013–2014 regisserade han föreställningen Gusten Grodslukare på Malmö Stadsteater, baserad på Ole Lund Kirkegaards barnbok med samma namn. Pjäsen fick ett blandat mottagande. Tidningen Expressen skrev att "Joachim Siegård har regisserat en föreställning som förhoppningsvis öppnar ögonen för den klurige Kirkegaard med de krokigt ritade krumelurerna."
Siegård regisserade 1997–1998 TV-serien Vita lögner. Han debuterade som filmregissör med kortfilmen Rubinbröllop 2005 och regisserade 2006 TV-serien Bota mig!.
Han verkade även som pjäsöversättare och översatte bland annat Sarah Ruhls I rummet intill (eller vibratorpjäsen) 2011. Siegård är begravd på Maria Magdalena kyrkogård i Stockholm.

## Filmografi
- 1997–1998 – Vita lögner (TV-serie)
- 2005 – Rubinbröllop (kortfilm)
- 2006 – Bota mig! (TV-serie)

## Teaterregi
| År   | Pjäs                     | Upphovsman                                        | Spelplats                                     | Kommentar |
| ---- | ------------------------ | ------------------------------------------------- | --------------------------------------------- | --- |
| 1993 | Svanen                   | Elizabeth Egloff                                  | Stockholms stadsteater                        | Spelades på Lilla scenen. Siegård gjorde även översättningen.                                                 |
| 1993 | Onkel Vanja              | Anton Tjechov                                     | Boulevardteatern                              | |
| 1994 | Stjärnan i det blå       | Jim Cartwright                                    | Göteborgs stadsteater                         | Pjäsen hade originaltiteln The Rise and Fall of Little Voice och översattes till svenska av Ragnar Strömberg. |
| 1994 | Illusionen               | Tony Kushner                                      | Teater- och Operahögskolan Göteborg           | En bearbetning av Pierre Corneilles L'illusion comique.                                                       |
| 1994 | Bryt inte kedjan         | David Mamet                                       | Radioteatern                                  | Pjäsen hade originaltiteln The Water Engine.                                                                  |
| 1995 | Drottningens juvelsmycke | Carl Jonas Love Almqvist                          | Uppsala Stadsteater                           | Uppsättningen bygger på Alf Sjöbergs bearbetning.                                                             |
| 1996 | Onda aningar             | Jan Käll                                          | Brunnsgatan 4                                 | Uruppförd. |
| 1996 | Macbeth                  | William Shakespeare                               | Norrbottensteatern                            | |
| 1997 | Killer Joe               | Tracy Letts                                       | Göteborgs stadsteater                         | Spelades på Studion. Översättningen gjordes av Ragnar Strömberg.                                              |
| 1997 | Europa                   | David Greig                                       | Folkteatern, Göteborg                         | |
| 1998 | Pitchfork Disney         | Philip Ridley                                     | Stockholms stadsteater                        | Spelades på scenen Backstage. Översättningen gjordes av Jacob Hirdwall.                                       |
| 1998 | Closer                   | Patrick Marber                                    | Göteborgs stadsteater                         | Spelades på Stora scenen.                                                                                     |
| 1999 | Pinnochios äventyr       | Carsten Palmær (libretto), Bosse Hülphers (musik) | Norrlands Musik- och Dansteater               | Barnopera. |
| 2000 | Boogie Woogie            | Staffan Göthe                                     | Teaterhögskolan i Stockholm                   | Avgångselevernas slutproduktion.                                                                              |
| 2001 | Play of Giants           | Wole Soyinka                                      | Zimbabwe                                      | |
| 2001 | Temperance               | Staffan Göthe                                     | Södra Teatern och därefter på turné i Sverige | Föreställning på finska.                                                                                      |
| 2007 | Shining City             | Conor McPherson                                   | Playhouse Teater                              | |
| 2008 | Myriader                 | David Lindsay-Abaire                              | Playhouse Teater                              | |
| 2013 | Gusten Grodslukare       | Ole Lund Kirkegaard                               | Malmö Stadsteater                             | |